# Трицератопс
Трицера́топс (лат. Triceratops, от др.-греч. τρι, tri — три, κέρας, keras — рог и ωψ, ops — морда, лицо) — род растительноядных динозавров из семейства цератопсид, существовавший в конце маастрихтского века мелового периода, примерно от 68 до 66 миллионов лет назад на территориях современной Северной Америки. Внешность трицератопса легко узнаваема: большой костный воротник, три рога на морде, крупные толстые конечности и схожее с носорогом телосложение. Возможно, самый опасный хищник того времени — тираннозавр — мог охотиться на трицератопсов, но неясно, могли ли они сражаться друг с другом, как это часто изображается.
Полный скелет трицератопса до сих пор не найден, но с момента открытия в 1887 году было обнаружено множество частичных скелетов. О функциях наростов и рогов давно идут дискуссии. Традиционно они рассматривались в качестве оборонительного оружия против хищников, но по современным представлениям, куда более вероятным являлось их использование, в первую очередь, при ухаживании и для борьбы с сородичами — так же, как рога современных оленей, горных козлов, или жуков-носорогов.
Несмотря на то, что трицератопс является наиболее известным из цератопсид, точное положение этого рода в семействе было дискуссионным. В настоящее время валидными считаются два вида Triceratops horridus и Triceratops prorsus, хотя были описаны и другие. Некоторые результаты, полученные в 2009 году, привели к предположению, что трицератопсы — это молодые особи торозавров, другого рода семейства цератопсид, но более поздние исследования опровергли это.

Сравнительный размер T. horridus (голубой) и T. prorsus (красный)

## Описание
Взрослые особи разных видов трицератопсов достигали от 6,1 до 7,6 метра в длину, длина черепа составляла 2,4 метра, рост варьировал от 2,4 до 3 метров, масса тела — от 7,3 до 10,9 тонны. Грегори Пол оценил длину животного в 8 метров, а массу в 9 тонн.

### Череп
Наиболее яркой их чертой является крупнейший среди наземных животных череп. Он мог достигать более двух метров в длину, при том, что на него приходилась почти треть длины тела животного. Трицератопс имел один рог над ноздрями и два метровых рога над каждым глазом. В задней части черепа располагался относительно короткий костный «воротник». Большинство других цератопсид имели в воротнике большие окна, в то время как воротник трицератопсов состоял из сплошной кости.
Кожа трицератопсов была необычна для динозавров. Отпечатки кожи ещё не до конца изученного экземпляра показывают, что некоторые виды могли иметь щетиновые отростки, как и более примитивные пситтакозавры.

### Рога

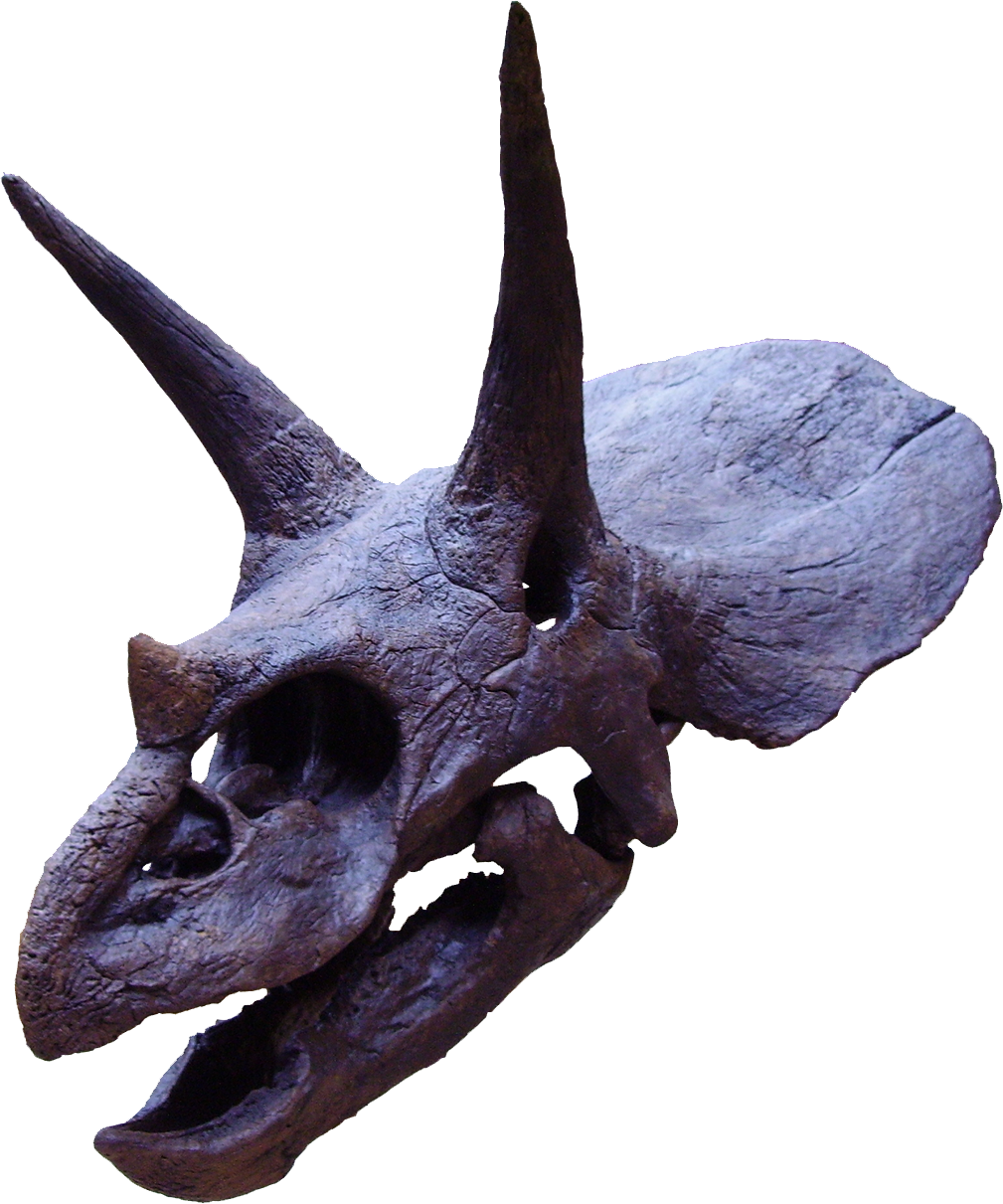
Череп T. horridus

Ряд исследований учёными черепов трицератопса дал предположение, что рога этих динозавров являлись средством общения и отличительным признаком вида. Руководитель научной группы из калифорнийского Палеонтологического музея имени Реймонда Альфа Эндрю Фарк в результате исследований следов повреждений, обнаруженных на сотнях окаменелостей, выдвинул предположение, что рога могли также использоваться в сражениях с себе подобными.
Ричард Лулл предположил также, что воротник, возможно, служил для прикрепления челюстных мышц, чтобы увеличивать силу сжатия челюстей. Эта идея поддерживалась немалым количеством исследователей на протяжении многих лет, однако последующие изучения это не подтвердили.
На протяжении долгого времени считалось, что рога и воротник были предназначены для защиты от хищников, таких как тираннозавр. Впервые данную трактовку предложил в 1917 году Чарльз Штернберг, а 70 лет спустя она широко рассматривалась Робертом Бэккером. Однако, в настоящее время растительноядные животные, как правило, не могут использовать рога в качестве эффективного средства обороны от хищников, близких к себе по размерам. Таким образом маловероятно, что трицератопс прибегал к агрессивной обороне, когда сохранялись иные варианты для избежания хищника. Существуют доказательства того, что тираннозавр нападал на живых трицератопсов, так как был обнаружен череп трицератопса с зажившими следами от зубов тираннозавра на лобовом роге, а также на чешуйчатой кости. Известно также то, что тираннозавр питался трицератопсами. Об этом свидетельствуют следы зубов на крестце и подвздошной кости, а также оторванные от туловища головы трицератопсов со следами от зубов тираннозавров. Также существуют окаменелости, возможно демонстрирующие, что на взрослых трицератопсов могли успешно нападать и куда более мелкие тираннозавриды (возможно, молодые тираннозавры или нанотираннусы). Это неудивительно, поскольку современные хищные завропсиды, такие как хищные птицы и комодские вараны, способны убивать добычу значительно тяжелее себя.

### Зубы и питание
Трицератопсы были растительноядными, а из-за их низкого расположения головы их основной пищей, вероятно, были низкорослые растения. Челюсти заканчивались узким и глубоким клювом, который как предполагается, был предназначен для отрывания растений, а не пережёвывания.
Зубы трицератопсов были собраны в группы, называемые «батареями», от 36 до 40 в каждой, на каждой челюстной кости от 3 до 5 батарей, в зависимости от возраста. Таким образом это даёт от 432 до 800 зубов в отдельный момент времени (процесс смены старых зубов на новые был постоянным). При пережёвывании, челюсти трицератопсов двигались не только вверх и вниз, но и из стороны в сторону. Крупный размер тела и большое количество зубов свидетельствуют о том, что трицератопсы питались большим количеством растений, либо пальмами и саговниками, либо папоротниками.

### Конечности
Трицератопсы имели короткие трёхпалые передние конечности и мощные четырёхпалые задние. Положение конечностей было поводом многих дискуссий. Первоначально считалось, что передние ноги животного были расположены в стороны от грудной клетки, чтобы лучше поддерживать голову. Это положение конечностей отмечено на картинах Чарльза Найта и Рудольфа Залленгера. Тем не менее исследования окаменелых следов рогатых динозавров и новейшие реконструкции скелетов (как физические, так и цифровые) показывают, что трицератопсы во время передвижения держали передние конечности вертикально, хотя и немного сгибая их в локтях, примерно на 135 градусов (как и современные носороги).
Передние конечности трицератопсов имели более примитивное строение, чем у таких динозавров как тиреофоры и многие зауроподы. У этих двух групп динозавров передние конечности устроены так, что при ходьбе кисти были вывернуты назад. У трицератопсов же, как и других цератопсид и родственных четвероногих орнитопод, кисти при передвижении были расставлены в стороны, что для динозавров является примитивным признаком, и наблюдалось также у некоторых тероподов. На передних конечностях было только три опорных пальца, третий и четвёртый были лишены копытообразных когтей.

## Систематика
Трицератопс самый известный из цератопсид — семейства крупных рогатых динозавров. Точное местоположение трицератопсов в классификации цератопсид обсуждалось на протяжении многих лет. Проблема классификации заключалась главным образом в том, что одновременно имелись рожки на воротнике (как у центрозаврин) и длинные рога на лбу (как у хазмозаврин). В первой классификации рогатых динозавров Ричард Лулл предположил существование двух филогенетических групп цератопсид: одна от моноклона и центрозавра приводит к трицератопсам, а другая включает в себя подобных цератопсу и торозавру, таким образом трицератопсы рассматриваются как центрозаврины, хотя современного разделения на подсемейства тогда ещё не было. Лишь позднее, поддерживая эту точку зрения, были формально описаны эти два подсемейства: «коротковоротниковые» центрозаврины (в том числе трицератопсы) и «длинноворотниковые» хазмозаврины.
В 1949 году Чарльз Штернберг подверг предположение Лулла сомнению и предположил, что трицератопсы были ближе родственны арриноцератопсу и хазмозавру, основывая своё утверждение на строении черепа и рогов. Однако это предположение игнорируется в работах Джона Острома и Дэвида Нормана, в которых трицератопсы рассматриваются в качестве центрозаврин.
Последующие открытия и исследования подтвердили мнение Штернберга о расположении трицератопсов в подсемействе хазмозаврин, и в 1990 году Лемэн формально отнёс трицератопсов к ним, основываясь на нескольких морфологических особенностях. Трицератопсы действительно хорошо вписываются в рамки подсемейства хазмозаврин, кроме одной особенности воротника. Дальнейшие исследования, проведённые Питером Додсоном, в том числе кладистический анализ 1990 и 1993 года, доказывают принадлежность трицератопсов к подсемейству хазмозаврин.

### Использование в филогенетике
В филогенетической систематике род трицератопсы был использован в качестве ориентира в определении динозавров; динозавры были определены как потомки общего предка трицератопсов и веерохвостых птиц. Кроме того, птицетазовые динозавры (Ornithischia) были определены как динозавры, ближе родственные трицератопсам, чем птицам.

## Открытие и изучение
Первый из найденных образцов, который сейчас приписывается трицератопсу — пара лобовых рогов, соединённых с черепной крышей, — был найден недалеко от Денвера, штат Колорадо весной 1887 года. Этот образец был направлен на изучение Отниелу Чарлзу Маршу, который предположил, что формация, в который он был найден, относится к отложениям плиоцена и что кости принадлежали необычно большому бизону, которому он дал научное название Bison alticornis. На следующий год он узнал о существовании рогатых динозавров, открыв и описав, на основании фрагментарных остатков, род цератопс, но он по-прежнему считал, что первые остатки относятся к бизону. Образец, найденный в 1888 году Джоном Хатчером в формации Ланс штата Вайоминг, первоначально считался видом цератопса. Позже Марш изменил своё мнение и дал ему родовое название «Трицератопс», считая, однако, что первые остатки принадлежали цератопсу (к трицератопсам их отнесли только позже). По крепкому, хорошо сохранившемуся черепу можно было понять, что в дальнейшем будет обнаружено множество других остатков, по которым можно будет выявить различия между видами и отдельными особями. Впоследствии остатки трицератопсов были найдены в американских штатах Монтана и Южная Дакота, а также в канадских провинциях Саскачеван и Альберта.

### Виды

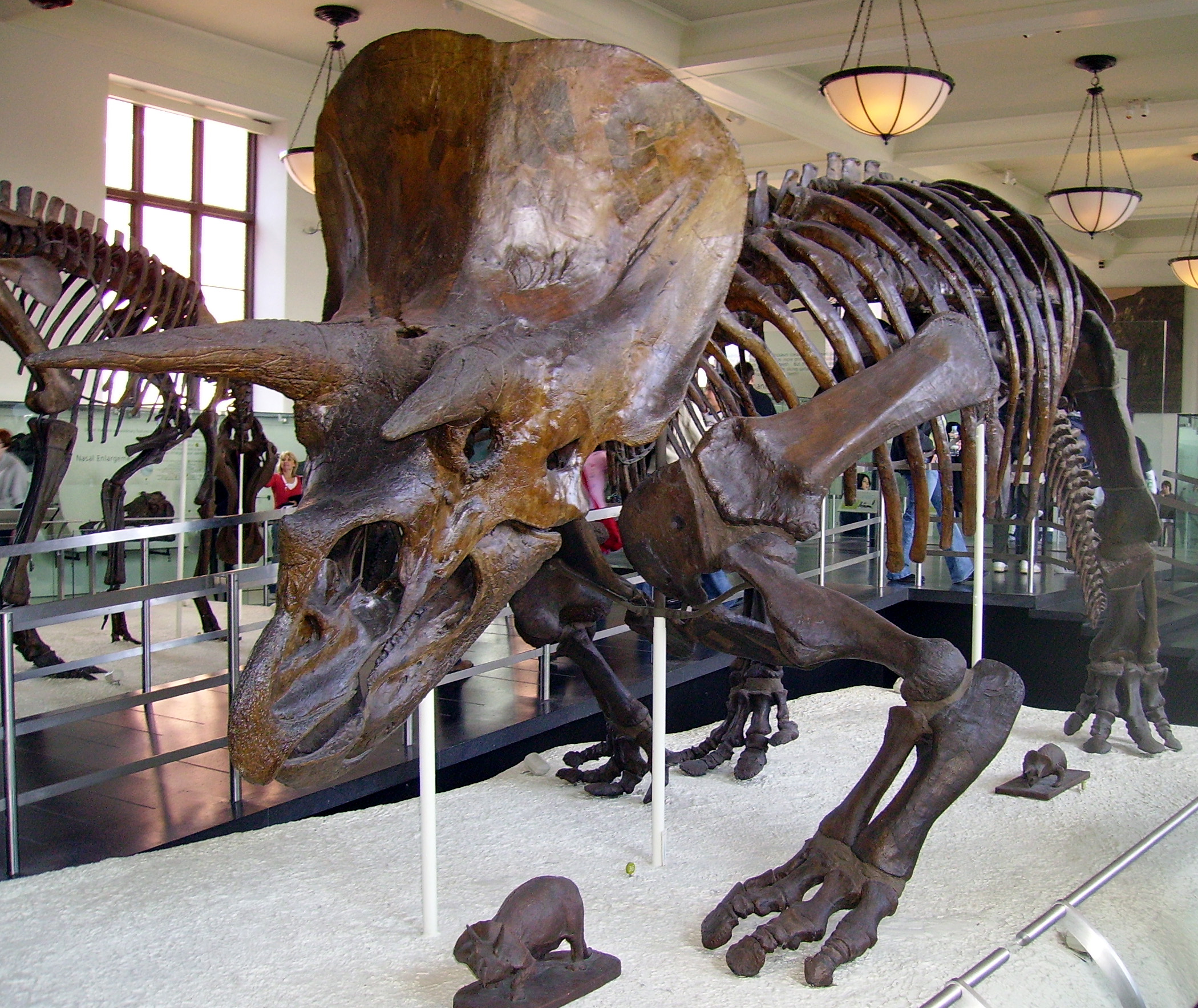
Скелет T. horridus

В течение десятилетия после открытия трицератопса были найдены многочисленные черепа, которые более или менее отличались от типового вида Трицератопс грубый (лат. Triceratops horridus, от латинского horridus, что означает «грубый», «морщинистый», из-за шероховатости костей типового образца). Эти отличия не так удивительны, учитывая, что черепа трицератопсов большие трёхмерные, оставшиеся от особей разного возраста и пола, были подвергнуты воздействиям извне во время фоссилизации. Некоторые исследователи на основании этих отличий описывали новые виды и создавали филогенетические схемы их развития.
В первой попытке разобраться в классификации видов Ричард Лулл выделил две основные группы (хотя он не сообщал, в чём именно их различия): в одну он включил T. horridus, T. prorsus и T. brevicornus, а в другую — T. elatus и T. calicornis. Два вида (T. serratus и T. flabellatus) не вписывались не в одну из этих групп. В 1933 году, при пересмотре классификации цератопсид, Лулл оставил свои две группы без изменений, но выделил и третью, в которую включил T. obtusus hatcheri и T. hatcheri, которые характеризовались очень маленьким носовым рогом. T. horridus — T. prorsus — T. brevicornus, как предполагалось, были самым ранними представителями рода, с большим черепом и не очень маленьким носовым рогом, а T. elatus — T. calicornis характеризовались большими надглазничными и маленьким носовым рогами. Штернберг сделал одно изменение, добавив в классификацию T. eurycephalus и предположив, что первая группа видов и третья были ближе родственны друг другу, чем ранней группе, происходящей от T. horridus.
Однако со временем мысль о том, что черепа могут принадлежать различным особям всего одного или двух видов, обрела популярность. В 1986 году Остром и Веллнофер опубликовали ревизию рода, в которой они пришли к выводу, что все находки трицератопса можно отнести к одному виду T. horridus (хотя не исключена и самостоятельность ряда других). Этот вывод они основывали в частности на том, что в обычно в природе существуют только один или два вида крупного растительноядного животного на одной территории (современными примерами могут быть жирафы и слоны). В своих выводах Лемэн добавил, что в старой классификации Марша и Лулла разные группы видов представляют собой разные полы и возраста. Так, группа T. horridus — T. prorsus — T. brevicornus, являлась самками, принадлежащими к одному виду, группа T. calicornis — T. elatus состояла из самцов того же вида, а группа T. obtusus — T. hatcheri являлась старыми самцами с многими патологическими отклонениями. Он исходил из того, что по его мнению самцы имели более крупный череп и поднятые вверх рога, а самки меньший череп и рога выгнутые вперёд.
Эти выводы несколько лет спустя оспорила Кэтрин Форстер, которая провела повторное изучение скелетного материала трицератопсов. Форстер пришла к выводу, что все остатки можно отнести к двум видам — T. horridus и T. prorsus; а остатки, приписанные к T. hatcheri, относятся к отдельному роду — Diceratops, позже переименованному в недоцератопс. Вид T. horridus был объединён с несколькими другими в один, а T. prorsus был объединён с T. brevicornus — таким образом, две группы, выделяемые Ричардом Луллом, оказались двумя видами. Однако всё ещё можно объяснить эти различия половым диморфизмом представителей одного вида.

#### Валидные виды
- Triceratops horridus Marsh, 1889typus
- Triceratops prorsus Marsh, 1889

#### Сомнительные виды
- Triceratops albertensis C. M. Sternberg, 1949
- Triceratops alticornis Marsh, 1887
- Triceratops eurycephalus Schlaikjer, 1887
- Triceratops galeus Marsh, 1889
- Triceratops ingens Lull, 1915
- Triceratops maximus Brown, 1933
- Triceratops sulcatus Marsh, 1890

#### Ошибочные виды
- Triceratops brevicornus Hatcher, 1905
- Triceratops calicornis Marsh, 1898
- Triceratops elatus Marsh, 1891
- Triceratops flabellatus Marsh, 1898
- Triceratops hatcheri (Lull, 1907)
- Triceratops mortuarius Cope, 1874
- Triceratops obtusus Marsh, 1898
- Triceratops serratus Marsh, 1890
- Triceratops sylvestris Cope, 1872

### Торозавр

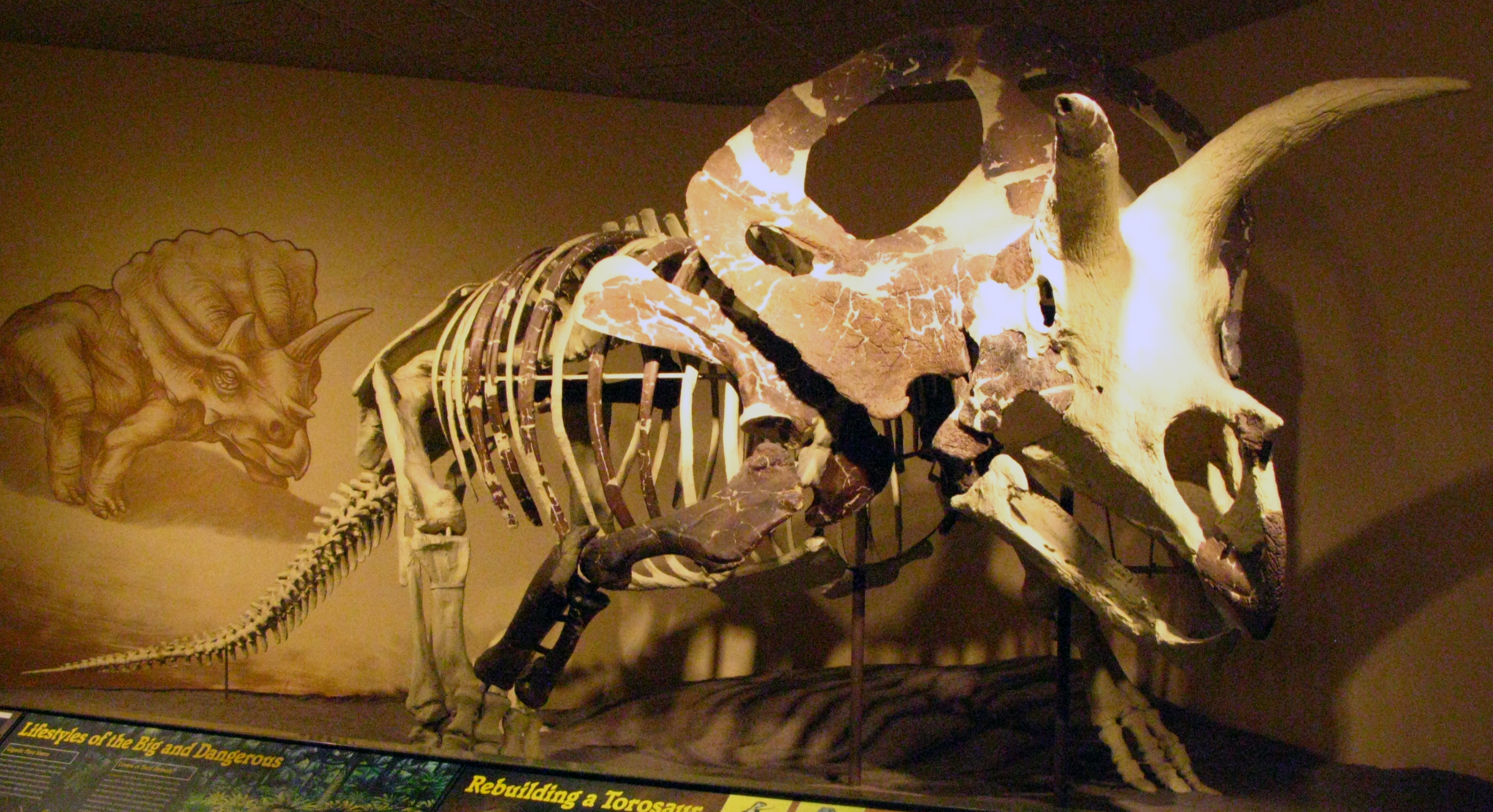
Скелет торозавра, Милуоки

Торозавр является родом цератопсид. Первоначально был изучен по черепам, найденным в 1891 году. Торозавр был обнаружен в отложениях того же возраста, что и трицератопс, и имел сходства с ним в анатомическом строении и размере; считается ближайшим его родственником. Отличительными признаками торозавра были удлинённый череп и два отверстия в воротнике. Палеонтологи, исследовавшие онтогенез динозавров из формации Хелл-Крик, Монтана, предположили, что торозавр и трицератопс являются одним родом.
Джон Скэнэлла в работе, представленной в Бристоле, на конференции Общества палеонтологии позвоночных (25 сентября 2009 года) рассматривал торозавра как старую особь трицератопса. Джек Хорнер, наставник Скэнелла в Университете Монтаны, отмечает, что черепа хасмозаврин состоят из метапластических костей. Характеристикой метапластических костей является то, что они могут изменять форму в течение долгого времени. Значительные различия имеются в черепах трицератопсов разного возраста: Хорнер отметил, что «рога детёнышей направлены назад, а взрослых вперёд». Примерно 50 % всех подростков трицератопсов имеют утоньшения в воротнике, которые соответствуют по месторасположению отверстиям в воротнике, что предполагает развитие отверстий для снижения веса воротника, который увеличивался с возрастом.
Более поздние исследования доказали, что торозавры и трицератопсы представляют собой два раздельных рода цератопсид.

### Эволюционное происхождение
Долгое время после открытия эволюционное происхождение трицератопса оставалось весьма неясным. В 1922 году протоцератопс был отмечен как предок трицератопса Генри Осборном, однако происхождение протоцератопса ещё много десятилетий оставалось неясным. Последние годы были плодотворны для открытия нескольких динозавров, считающихся предками трицератопса. Самым ранним из известных цератопсид, обитавших на территории Северной Америки, является зуницератопс, который был описан в конце 1990-х годов, обитавший 90 млн лет назад. Поскольку трицератопс является представителем длинноворотниковых хасмозаврин, его североамериканским предком является динозавр, сходный с хазмозавром, обитавшим за пять миллионов лет до трицератопса.
Новые находки цератопсов очень важны в исследовании как происхождения рогатых динозавров, предполагая их азиатское происхождение в юрском периоде (так как самый ранний известный цератопсид Yinlong, живший 161—156 млн лет назад, был найден в Китае), так и появления действительно крупных рогатых динозавров в позднем мелу и раннем палеогене на территориях Северной Америки и Индии.

## Биология
Хотя трицератопсов обычно изображают как стадных животных, в настоящее время мало доказательств того, что они жили в стадах. Несмотря на то, что от некоторых других родов рогатых динозавров известны кости от двух сотен и даже тысяч особей в одном месте, на сегодняшний день существует только одно документально подтверждённое массовое захоронение остатков трёх детёнышей на юго-востоке Монтаны, США. Возможно, это свидетельствует о том, что в группы собирались только детёныши.

Много лет окаменелости трицератопсов были известны только от отдельных особей. Однако, их остатки очень распространены; например, Брюс Эриксон, палеонтолог Музея Науки в Миннесоте, сообщил, что видел около двухсот экземпляров, принадлежащих к виду  Triceratops prorsus в формации Хелл-Крик. Также Барнум Браун утверждал, что видел более чем пятьсот черепов. Поскольку зубы, фрагменты рогов, воротника и других деталей черепа трицератопсов очень многочисленны в формации Ленциен, он считается если не самым, то одним из самых распространённых растительноядных того времени. В 1986 году, Роберт Бэккер оценил их количество как 5/6 всех крупных динозавров мелового периода. В отличие от большинства других животных, окаменелые черепа трицератопсов встречаются намного чаще, чем посткраниальный материал, что свидетельствует о том, что черепа сохранялись намного лучше.

Реконструкция Triceratops horridus
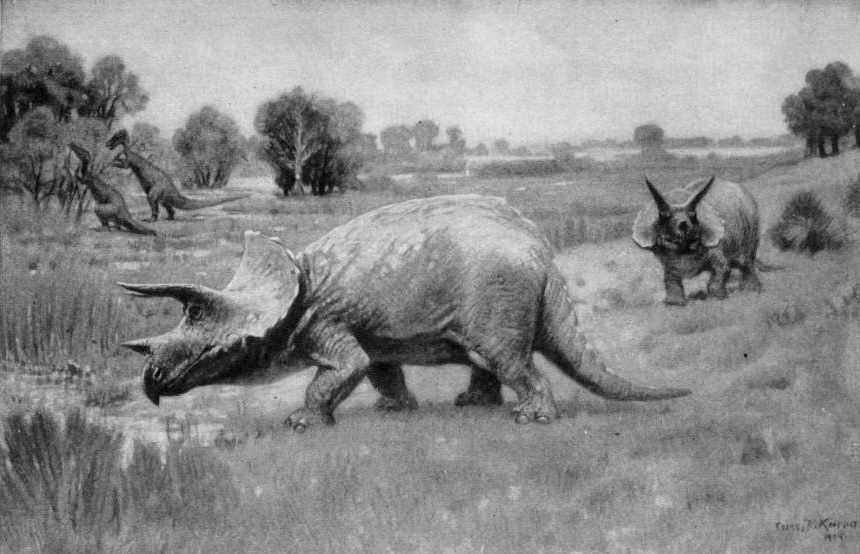
Реконструкция, выполненная Чарльзом Найтом

## В культуре
Трицератопс встречается в экранизациях романа Артура Конан Дойля «Затерянный мир». В фильмах «Парк Юрского периода» и «Парк Юрского периода: Затерянный мир» они встречаются всего по одному разу. Трицератопсы появляются и в мультфильмах серии «Земля до начала времён». В фильме «Kung Fury» есть персонаж Трицеракоп: полицейский с головой трицератопса. В мультфильме «Мы вернулись! История динозавра» фигурирует трицератопс Вуг, попавший из мелового периода в современность, прокатившись на дирижабле времени. Самец тираннозавра дарит самке труп трицератопса в 6 серии документального мини-сериала «Прогулки с динозаврами». Трицератопс появится и в другом документальном сериале, «Доисторическая планета».